# Sick of Myself
Sick of Myself (títol original, Syk pike) és una pel·lícula de comèdia dramàtica noruega del 2022 dirigida per Kristoffer Borgli i protagonitzada per Kristine Kujath Thorp, Eirik Sæther, Fanny Vaager, Fredrik Stenberg Ditlev-Simonsen, Sarah Francesca Brænne i Ingrid Vollan. La pel·lícula es va estrenar al Festival de Cannes el 22 de maig de 2022. S'ha doblat i subtitulat al català.

## Repartiment
- Kristine Kujath Thorp com a Signe
- Eirik Sæther com a Thomas
- Fanny Vaager com a Marte
- Andrea Bræin Hovig com a Lisa
- Henrik Mestad com a Espen
- Anders Danielsen Lie com a mege
- Steinar Klouman Hallert com a Stian
- Fredrik Stenberg Ditlev-Simonsen com a Yngve
- Sarah Francesca Brænne com a Emma
- Ingrid Vollan com a Beate